# يوسف القديوي
يوسف القديوي هو لاعب كرة قدم مغربي .

## أرقام
الدوري المغربي
- موسم 2005/2006 : 5 أهداف رفقة نادي الجيش الملكي
- موسم 2008/2009 : 5 أهداف رفقة نادي الجيش الملكي

دوري زين للمحترفين 
- موسم 2009/2010 : 8 أهداف رفقة نادي الوحدة
- موسم 2010/2011 : 2 هدفين رفقة نادي الوحدة[1]

## وصلات خارجية
- يوسف القديوي على موقع قاعدة بيانات كرة القدم.إي يو (الإنجليزية)
- يوسف القديوي على موقع ناشيونال فوتبول تيمز (الإنجليزية)
- يوسف القديوي على موقع Soccerway.com (الإنجليزية)

1. ↑  موقع فريق الجيش الملكي الرسمي - صفحة اللاعب الرئيسية